# 어몽룡
어몽룡(魚夢龍, 1566년 ~ 1617년)은 조선의 화가이다. 자는 견보, 호는 설곡, 본관은 함종이다.
매화를 그리는 데 특히 뛰어났으며, 그 중에서도 〈흑매도〉는 유명하였다. 황집중의 포도, 이 정의 죽과 더불어 ‘3절’로 불리었다. 그린 그림으로는 〈일지매〉, 〈월매도〉,〈묵매도〉 등이 있다.

## 사진

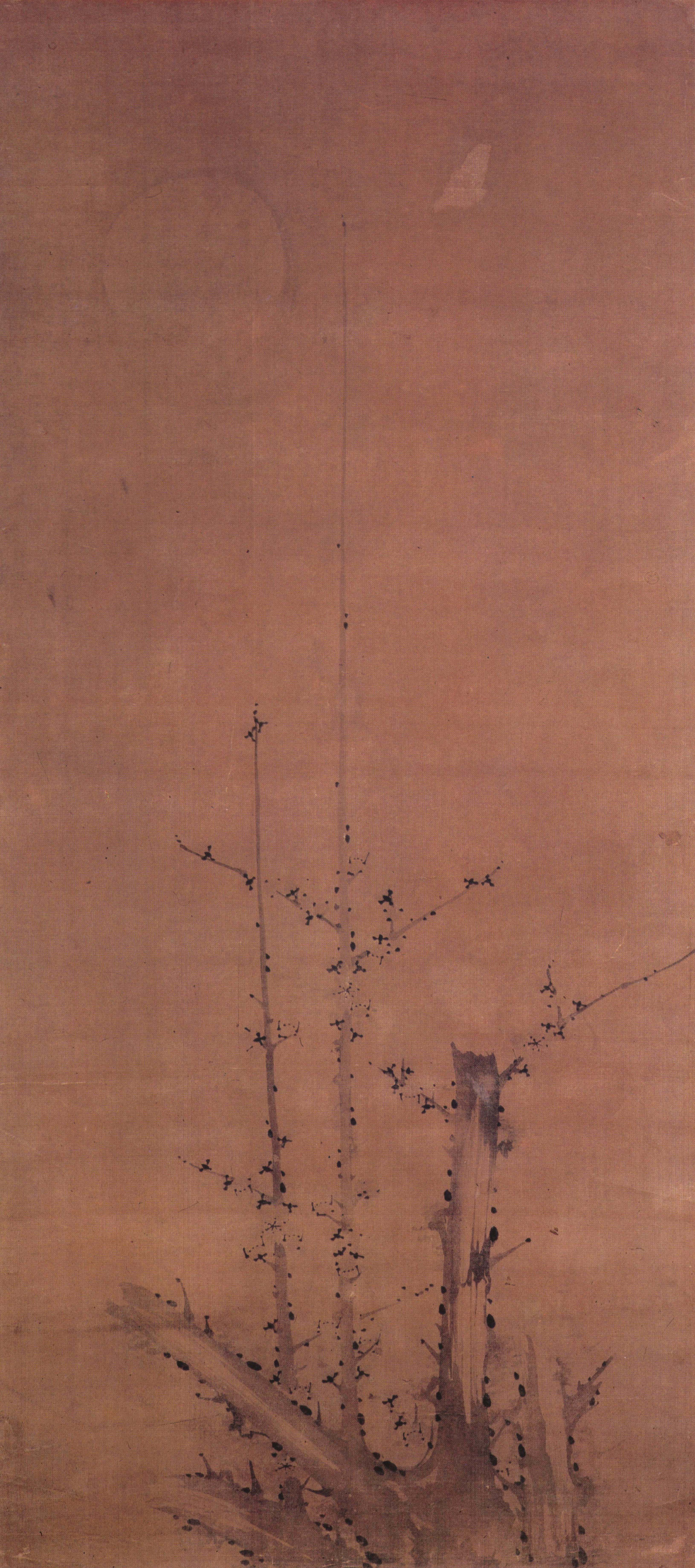
‘월매도(月梅圖)’, 견본수묵, 53.6 x 119.4 cm, 국립중앙박물관 소장.
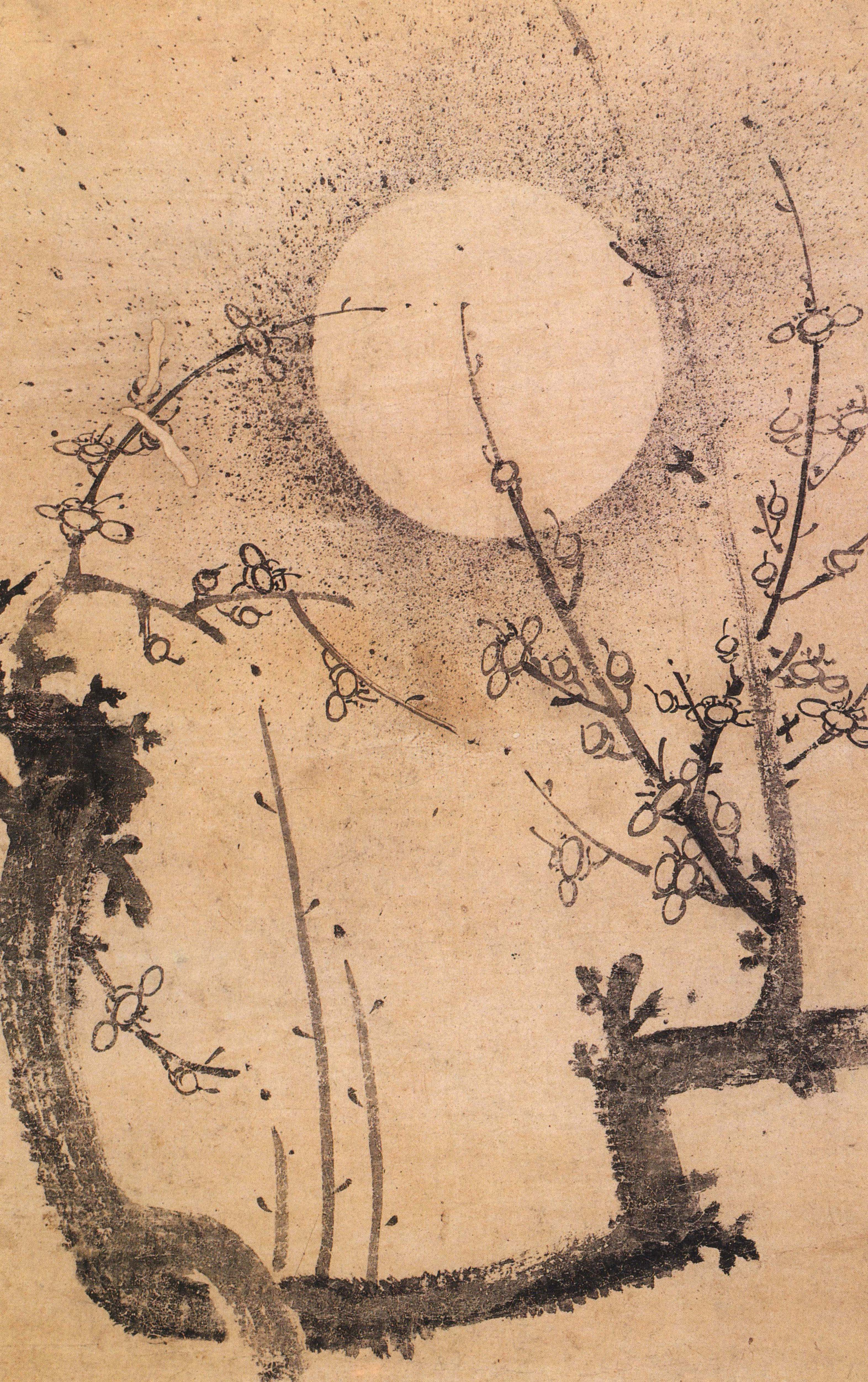
‘월매도(月梅圖)’, 지본수묵, 44.4 x 28.3 cm, 서울대학교박물관 소장.
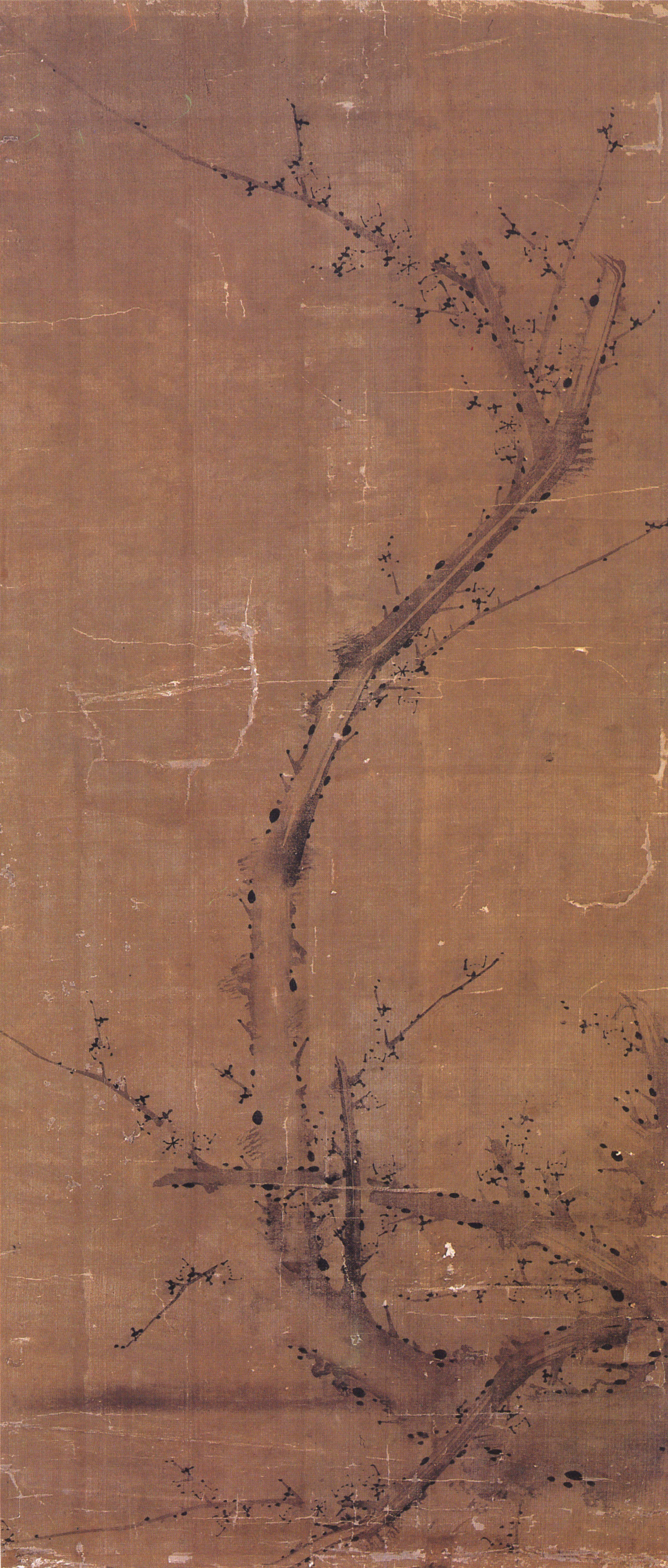
‘묵매도(墨梅圖)’, 견본수묵, 122.4*52.4cm, 국립중앙박물관 소장.
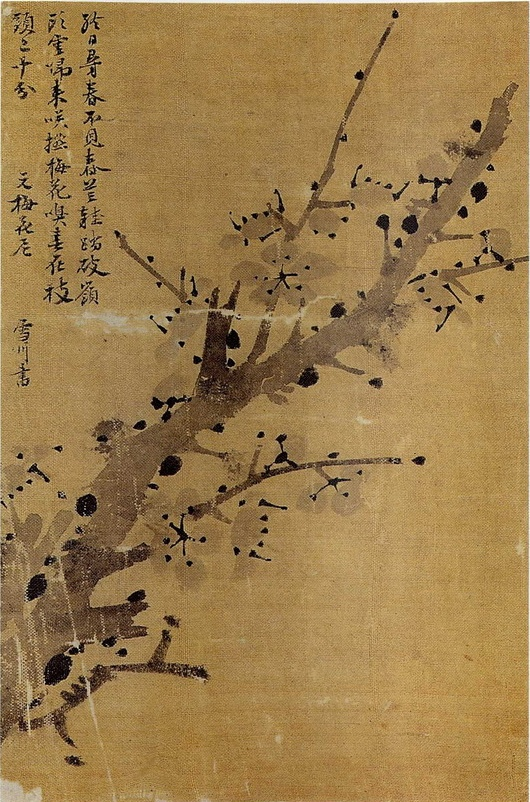
‘묵매(墨梅)’, 견본수묵, 13.5*20.3cm, 간송미술관 소장.